# Richard Sohl
Richard Arthur Sohl est un auteur, arrangeur et pianiste américain né à New York, dans le Queens, le 26 mai 1953 et mort le 3 juin 1990 dans sa ville natale. Il est principalement connu pour avoir été le pianiste et claviériste du  Patti Smith Group, mais a également joué avec Iggy Pop, Nina Hagen et Elliott Murphy.
Il meurt d'une crise cardiaque à l'âge de 37 ans.

## Discographie
- Avec Patti Smith :
  - 1974 - Hey Joe / Piss Factory
  - 1975 - Horses
  - 1976 - Radio Ethiopia 
  - 1978 - Easter
  - 1979 - Wave
  - 1988 - Dream of Life